# Electro-Motive Diesel
Electro-Motive Diesel, Inc. (также EMD) — подразделение корпорации Caterpillar по производству тепловозов и электровозов (Progress Rail Services Corporation).

## Описание
Принадлежит Caterpillar через её дочернюю компанию Progress Rail Services Corporation. Направлениями деятельности компании являются проектирование, производство и продажа тепло- и электровозов и соответствующих двигателей под брендом Electro-Motive Diesel. Спектр продуктов на рынке локомотивов, предлагаемый данной компанией, оценивается как широкий.
Electro-Motive Diesel, Inc ведёт свою историю от Electro-Motive Engineering Corporation, основанной в 1922 году. В 1930 году General Motors Corporation приобрела Winton Engine Co и главного потребителя его продукции, Electro-Motive Company (производителя дизель-электрических самоходных вагонов), объединив две этих компании и сформировав из них GM’s Electro-Motive Division (EMD) 1 января 1941 года.
В 2005 году GM продала EMD Greenbriar Group LLC Equity и Berkshire Partners LLC, которые создали Electro-Motive Diesel, Inc, чтобы облегчить покупку. 2 августа 2010 года Progress Rail Services Corporation приобрела Electro-Motive Diesel, Inc у Greenbriar, в результате чего Electro-Motive Diesel, Inc стала её дочерней компанией.
Штаб-квартиры, инженерные сооружения EMD и производство запчастей физически расположены в Мак-Куке, штат Иллинойс. Предприятия по окончательной сборке продукции EMD были расположены в Лондоне, Онтарио, Канада, до закрытия завода в феврале 2012 года; новый завод по сборке был открыт в конце 2011 года в Манси, штат Индиана. EMD выполняет обслуживание тяговых двигателей, восстановление и капитальный ремонт своих локомотивов в Сан-Луис-Потоси, Мексика.
По состоянию на 2008 год в EMD работало около 3260 человек. В 2010 году доля EMD на рынке тепло- и электровозов в Северной Америке составляла около 30 %.

## Продукция

### Тепловозы
- EMD E7 (1945—1949)
- EMD DDA40X
- EMD F
- EMD SD40-2

### Электровозы
- AEM7 — с 1979 г.